# Werner Schröder (Zoologe)
Werner Schröder (* 19. Dezember 1907 in Bochum; † 2. Juli 1985 in Berlin), studierter Zoologe, Botaniker und Paläontologe, war langjähriger Direktor des Berliner Aquariums. Er leitete und organisierte dessen Wiederaufbau nach dem Zweiten Weltkrieg.

## Beruflicher Werdegang
Nach dem Abitur begann Werner Schröder 1929 an der Friedrich-Wilhelm-Universität in Berlin das Studium der Zoologie, Biologie und der Paläontologie. Nach dem Zweiten Weltkrieg wurde er vom Berliner Magistrat zum stellvertretenden Leiter und Geschäftsführer und bereits kurze Zeit später, am 29. September 1945 zum kaufmännischen Direktor des Zoologischen Gartens berufen. Durch die Einrichtung von Restaurationsbetrieben und der jährlichen Ausrichtung eines Oktoberfestes im Zoologischen Garten konnte Schröder für Einnahmen sorgen, die dem Wiederaufbau des Zoologischen Gartens zugutekamen.
Der Wiederaufbau des Berliner Aquariums begann 1952 unter der Leitung Schröders als Direktor des Aquariums. Schröder machte diese Tätigkeit zu seiner „Lebensaufgabe“. Nach der ersten Teil-Wiedereröffnung des Aquariums im Erdgeschoss im September 1952 folgten im 1956 die Eröffnung des Terrariums und 1959 die des Insektariums. Bereits 1968 konnte Schröder in Berlin wieder die weltweit artenreichste Sammlung aller Aquarien präsentieren.
1977 ging Werner Schröder in den Ruhestand. Am 2. August 1979 heiratete er Inge Sievers. Er verstarb 1985 und wurde auf den Friedhof Friedenau beigesetzt.
Im Juli 2013 gründete Inge Sievers-Schröder die Werner Schröder-Stiftung mit dem Ziel, naturwissenschaftliche Schulprojekte zu fördern und Opfern von Gewalttaten zu helfen.

## Ehrungen

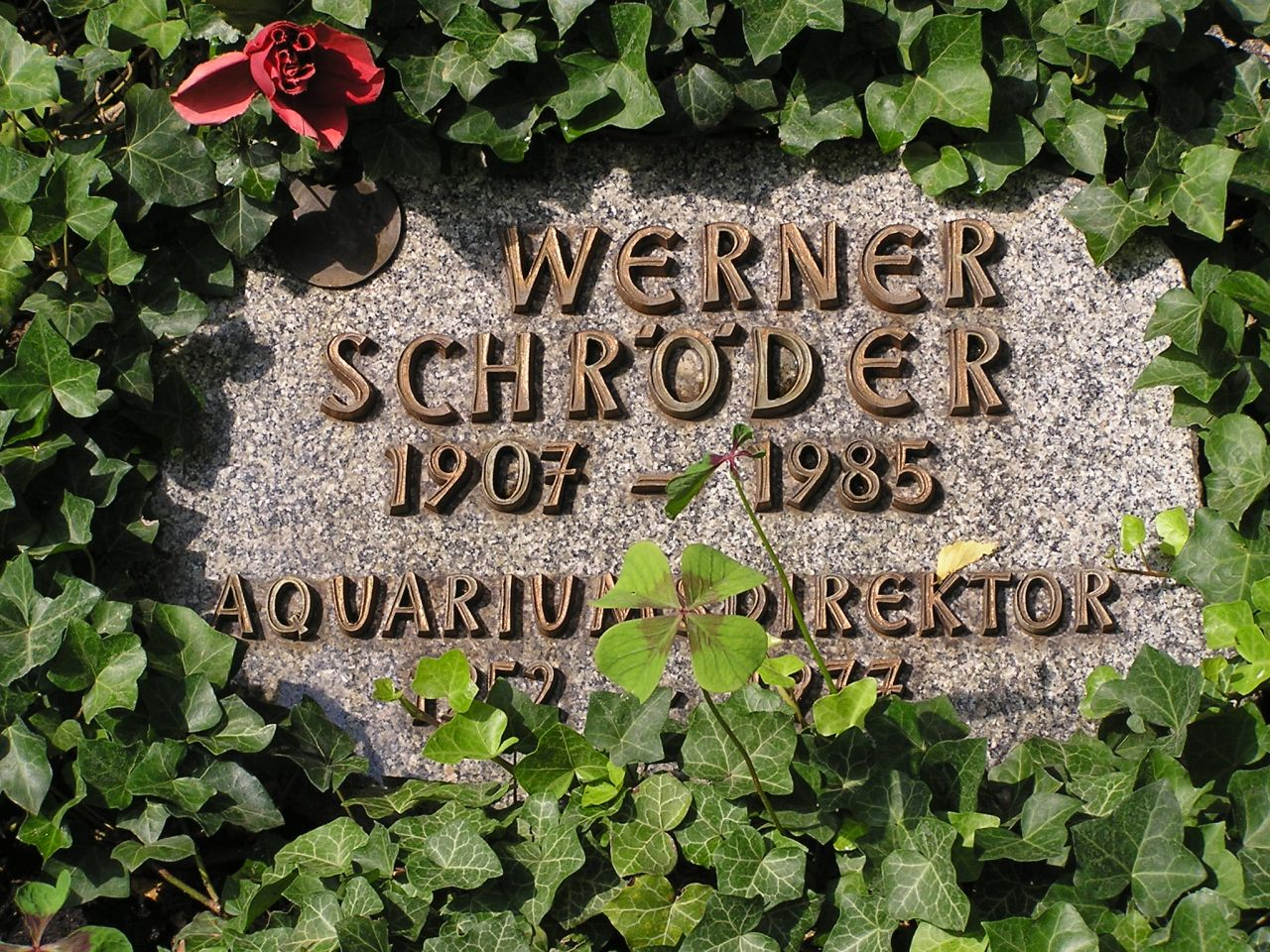
Grabstein auf dem Friedhof Friedenau

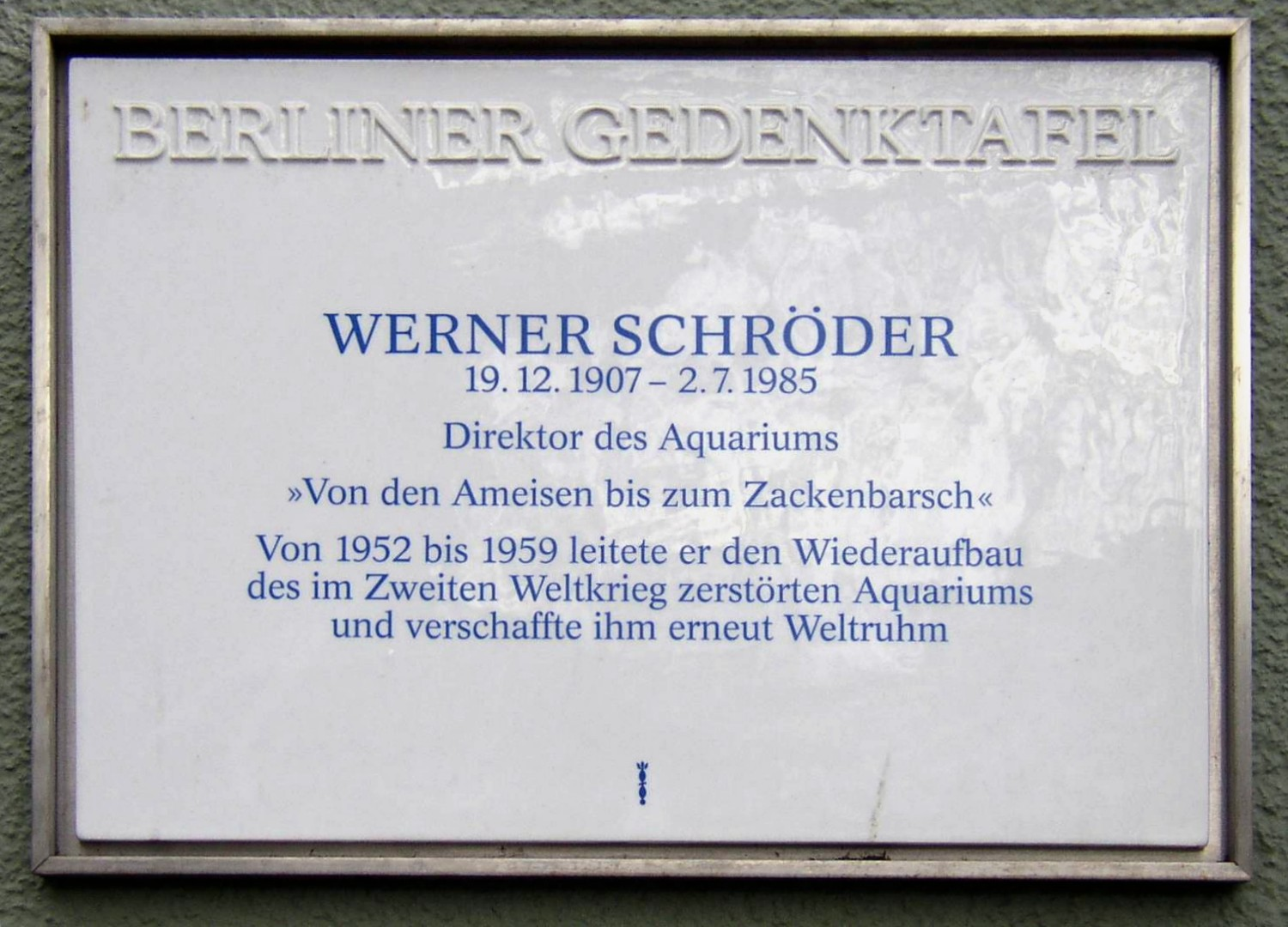
Berliner Gedenktafel am Aquarium

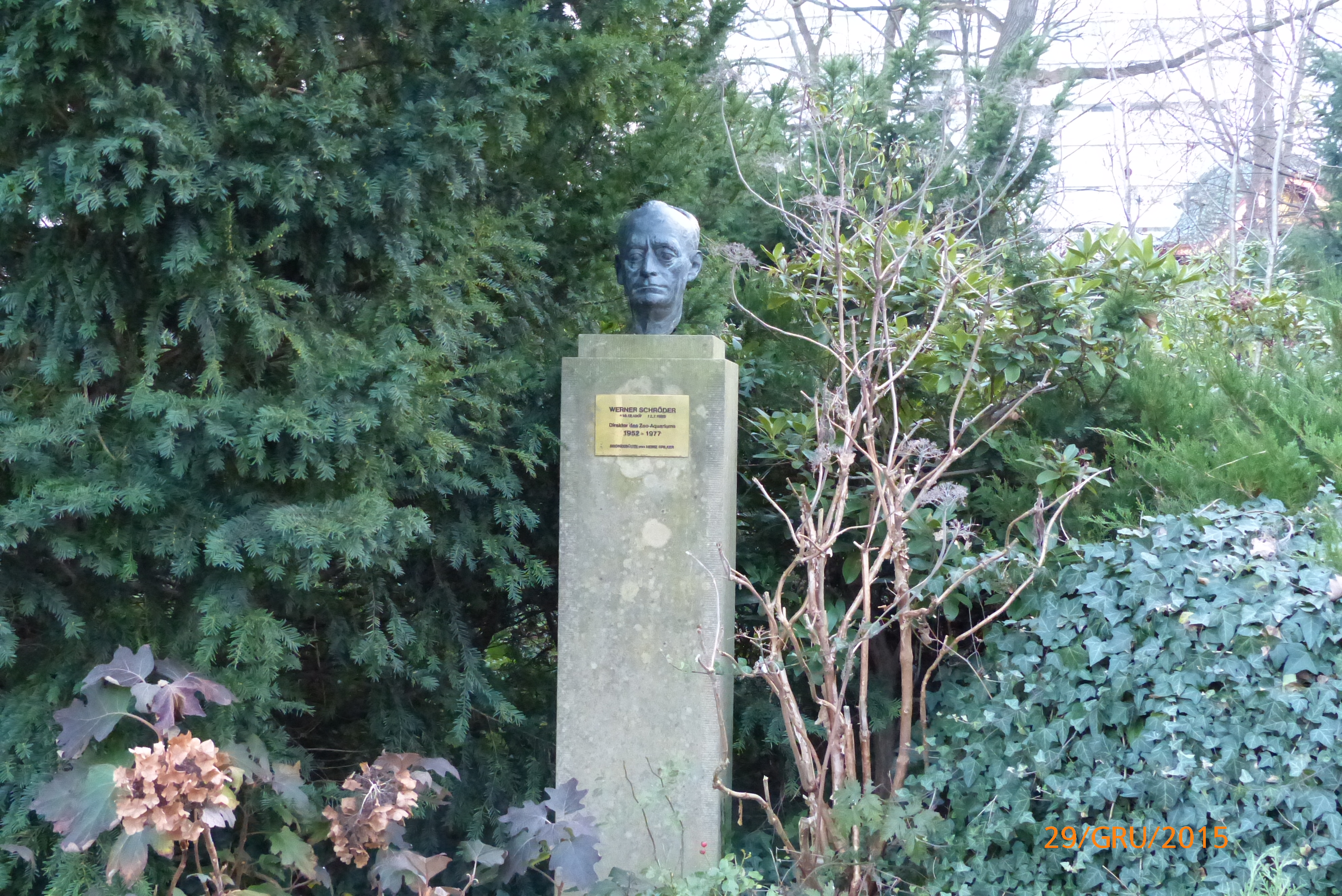
Büste von Werner Schröder neben dem Berliner Aquarium

Am 18. November 1974 wurde Werner Schröder vom damaligen Bundespräsidenten Gustav Heinemann das Bundesverdienstkreuz am Bande verliehen.
Das Grab auf dem Friedhof Friedenau war von 1990 bis 2014 ein Ehrengrab des Landes Berlin.
Seit 2002 erinnert an der Straßenfassade des Aquariums, neben den vorhandenen Berliner Gedenktafeln für Oskar Heinroth und Katharina Heinroth, nun eine weitere an Werner Schröder. 
Am 19. Dezember 2007, dem 100. Geburtstag Schröders, enthüllte der damalige Zoo-Direktor Bernhard Blaszkiewitz im Beisein von Schröders Witwe Inge Sievers-Schröder sowie weiterer Gäste  eine von Heinz Spilker geschaffene Büste zu Ehren Schröders, die in der Nähe der dort befindlichen Iguanodon-Skulptur  aufgestellt wurde. Nach Fertigstellung war die Büste zunächst im Fundus des Zoos eingelagert.

### Beschreibung der Büste
In Anlehnung an die übrigen, sich in dieser Reihe befindenden Bronzeporträts der Zoodirektoren hat man sich auf die Wiedergabe des Kopfes beschränkt. Die Bronzebüste wurde auf eine Sandsteinplinthe montiert, die wiederum auf einem pfeilerförmigen Sockel steht. An der Vorderseite des Sockels ist eine Plakette mit folgender Inschrift montiert.

## Veröffentlichungen
- Werner Schröder: Zum Abschied ein Krokodil. Mein Leben für das Berliner Aquarium. Erinnerungen. Ullstein-Verlag, Frankfurt 1991, ISBN 3-548-34862-9, herausgegeben von seiner Witwe.[6]